# Chinoperla fascipennis
Chinoperla fascipennis is een steenvlieg uit de familie borstelsteenvliegen (Perlidae). De wetenschappelijke naam van de soort is voor het eerst geldig gepubliceerd in 1931 door Banks.